# Denis Couvreur
Pour les articles homonymes, voir Couvreur (patronyme).
Denis Couvreur est un chanteur pour enfants français, né le 29 septembre 1959.

## Biographie
Denis Couvreur commence la chanson en professionnel à la suite de plusieurs années comme professeur de classes musicales.
C'est en 1989 qu'il monte son premier vrai spectacle et commence à se faire connaitre dans le nord de la France. Au bout de quelques années, il est connu au niveau national puis fait des spectacles à l'étranger.
Sa carrière lui permet de faire la connaissance d'autres chanteurs pour enfants dont Gibus, un chanteur belge, avec qui il monte un spectacle.
Son activité diminue en 2004 lorsqu'il se consacre en partie à la création d'une société dont il est maintenant le co-PDG.

## Discographie
Albums :
- "matins câlins", en 1989
- " Les Trois Chatons ", en 1991.
- " Matin, Midi, Soir ", en 1993.
- " Marchand de rêves ", en 1994.
- " Rencontre ", en 1997.
- " Planète Bleue " en 1998.
- "Le temps qui passe et le temps qu'il fait" en 1999.
- "16 bonnes raisons de chanter"  en 2000.
- "Si on partait" en 2001.

Spectacles :
- " Jonathan, Matins câlins, Je suis amoureux ... Et c'est merveilleux ! ", son premier spectacle en 1989.
- " Denis et l'arbre à musique " en 1992.
- " Jonathan et le cerf-volant " en 1995.
- " Dans mon grenier " en 1997.
- " Rencontre " en collaboration avec Gibus en 1997.
- "Né en l'air" en 1998.
- " Si on partait... "en 2001.
- " Dans la maison de coton " en 2003.